# José Ramón Rodríguez Gómez
José Ramón Rodríguez Gómez (Huelva, 17 de juliol de 1987) és un futbolista andalús, que ocupa la posició de porter.

## Trajectòria
Sorgeix del planter del Recreativo de Huelva. A la temporada 05/06 debuta amb els onubencs a Segona Divisió, tot disputant un encontre. L'any següent, amb el Recreativo a la màxima categoria, ocupa la posició de tercer porter, tot romanent inèdit.
La segona part de la campanya 06/07 és cedit a la Cultural Leonesa, cessió que s'estendrà la temporada 07/08. La 08/09 marxa cedit de nou, ara al filial del Celta de Vigo.
El 2009 fitxa per l'Écija Balompié.